# جاستن باول
جاستن باول (بالإنجليزية: Justin Paul)‏ هو ملحن أمريكي، ولد في 3 يناير 1985 في ويستبورت (كونيتيكت) في الولايات المتحدة.

## وصلات خارجية
- جاستن باول على موقع IMDb (الإنجليزية)
- جاستن باول على موقع ميوزك برينز (الإنجليزية)
- جاستن باول على موقع قاعدة بيانات برودواي على الإنترنت (الإنجليزية)
- جاستن باول على موقع ديسكوغز (الإنجليزية)
- جاستن باول على موقع قاعدة بيانات الفيلم (الإنجليزية)